# Sustitución nucleófila acílica
La sustitución nucleófila acílica o sustitución nucleofílica acílica consiste en una reacción de sustitución nucleófila sobre la posición carbonílica de un compuesto acílico por parte de un nucleófilo. Los compuestos acílicos son derivados del ácido carboxílico, lo que incluye ésteres, amidas, anhídridos carboxílicos y haluros de acilo. Los nucleófilos, en esta reacción, incluyen, por ejemplo, reactivos aniónicos como alcóxidos y enolatos o bases como las aminas.

## Mecanismo de reacción
La reacción de un nucleófilo con un grupo carbonilo en una cetona o un aldehído resulta en una adición nucleófila con un alcóxido tetraédrico como intermedio de la reacción. En cambio, en compuestos acílicos el grupo carbonilo está enlazado a un sustituyente que puede actuar como grupo saliente. En este caso en el "ataque" del nucleófilo sobre el grupo carbonilo se forma, como antes, un intermedio tetraédrico con el nucleófilo, el grupo saliente y el átomo de oxígeno cargado negativamente unidos al átomo de carbono central. El grupo alcóxido a continuación revierte a grupo carbonilo y al mismo tiempo se expulsa el grupo saliente. El resultado es que el nucleófilo ha tomado la posición ocupada previamente por el grupo saliente.
La sustitución acílica es básicamente una reacción en dos etapas: adición y eliminación. Ambos pasos son reacciones reversibles. Dependiendo de la estabilidad relativa entre reactivos, productos y las condiciones de reacción, el equilibrio estará en mayor o menor medida desplazado hacia producto.

### Reactividad
El orden de reactividad del sustrato viene dado por el grado de deslocalización electrónica por resonancia desde el grupo saliente hacia la función carbonilo, y también por el efecto inductivo de aquel. Así pues, de mayor a menor reactividad: haluro de acilo > anhidrido carboxílico > éster > amida, siendo necesario el uso de catálisis y calor para llevar a cabo este tipo de reacción con los dos últimos. Esto se explica porque al desplazarse hacia la derecha del carbono en la tabla periódica la electronegatividad aumenta y el tamaño de un elemento decrece, esto último implica un peor solapamiento entre orbitales, de tal manera que la resonancia disminuye siendo el átomo de carbono del grupo carbonilo más electrófilo, aumentando pues su reactividad. En el caso de la mayor reactividad de los anhídridos carboxílicos respecto a los éster, ésta se debe a que el átomo de oxígeno central de los anhídridos comparte su par de electrones con dos grupos carbonilo en vez de uno.
```
   L:        O-
   |         |
[R-C=O <-> R-C=L+]
```

En definitiva, cuanto más importante sea la segunda forma resonante de la representación anterior, menor reactividad frente a la sustitución nucleófila acílica.
Los ácidos carboxílicos son a menudo activados frente a esta reacción mediante la conversión a un haluro de acilo, por ejemplo a cloruro de acilo empleando cloruro de tionilo. Esto se hace, si fuera necesario, para evitar los problemas que comporta su acidez, con nucleófilos básicos la reacción sería de ácido-base (además en el grupo carboxilato no son posibles las sustituciones nucleófilas), y porque los haluros (X−) son mejores grupos salientes que el grupo OH−.

## Reacciones
Muchas reacciones de condensación son sustituciones nucleófilas acílicas. Los ácidos carboxílicos reaccionan, por ejemplo, con cloruro de tionilo o tribromuro de fósforo a los respectivos cloruro y bromuro de acilo, con alcoholes a ésteres en la esterificación, con aminas a amidas y en la autocondensación a anhídridos de ácido.
Los ésteres reaccionan con reactivos de Grignard (2 eq.) a alcoholes terciarios, en una sustitución nucleófila acílica seguida de una adición nucleófila. Los ésteres también reaccionan con enolatos, por ejemplo el acetato de etilo reacciona con acetona a acetilacetona (condensación de Claisen).